# Zsigalovói járás

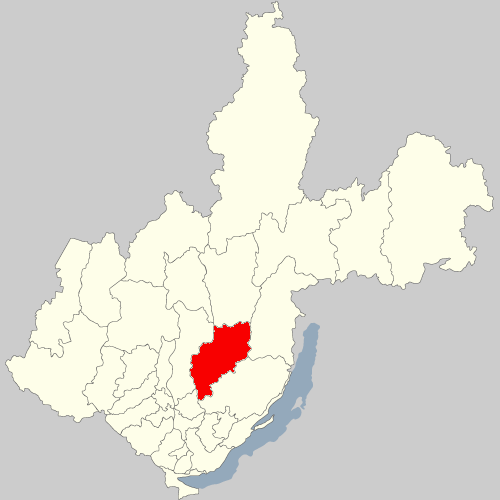
A Zsigalovói járás az Irkutszki területen

A Zsigalovói járás (oroszul Жига́ловский райо́н) Oroszország egyik járása az Irkutszki területen. Székhelye Zsigalovo.

## Népesség
- 1989-ben 11 043 lakosa volt.
- 2002-ben 10 408 lakosa volt.
- 2010-ben 9340 lakosa volt, melyből 9036 orosz, 62 örmény, 57 csuvas, 46 tatár, 45 ukrán stb.